# Hindola fulva
Hindola fulva är en insektsart som beskrevs av Baker 1927. Hindola fulva ingår i släktet Hindola och familjen Machaerotidae. Inga underarter finns listade i Catalogue of Life.